# Massaker von Palikrowy

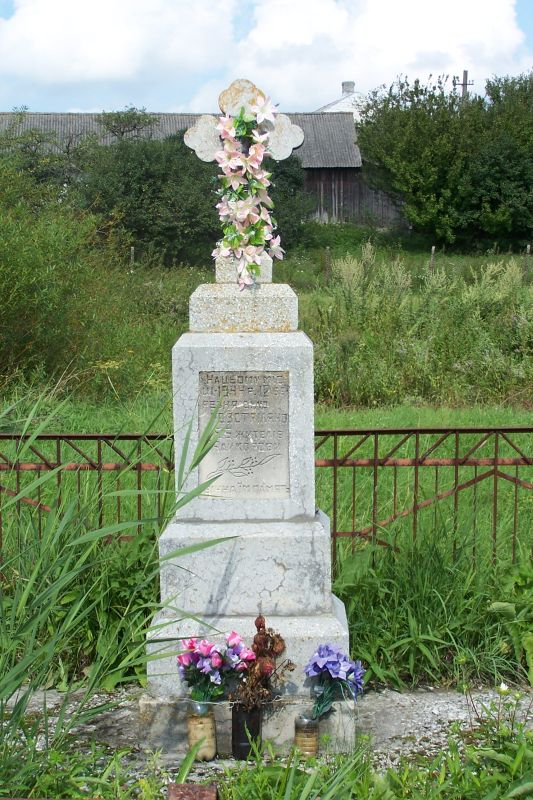
Polnischer Friedhof des 4. Polizei-SS-Regiments und der UPA-Opfer in Palikrowy

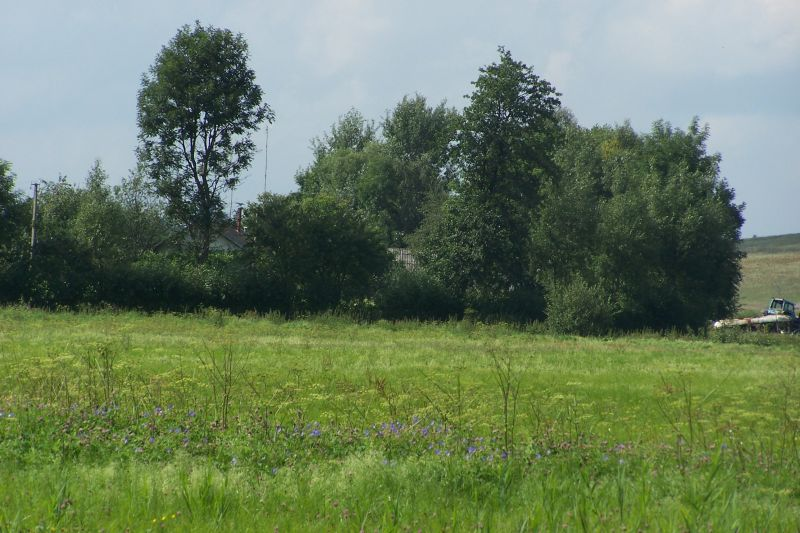
Wiese in der Nähe des Dorfes, in dem 365 Polen vom 4. SS-Polizei-Regiment und der UPA ermordet wurden

Das Massaker von Palikrowy ist ein Kriegsverbrechen, das am 12. März 1944 begangen wurde. Beteiligt waren Angehörige einer Unterabteilung des 4. SS-Polizeiregiments, bestehend aus Freiwilligen der 14. Waffen-Grenadier-Division der SS „Galizien“, die Ukrainische SKW (Самооборонні кущові відділи, „Selbstverteidigung“) und lokale Verbände der Ukrainische Aufständische Armee. Insgesamt wurden 385 Polen getötet.
Palikrowy war ein ethnisch gemischtes Dorf mit einem polnischen Bevölkerungsanteil von 70 %. Im Jahr 1944 betrug die Einwohnerzahl etwa 1.880, mit etwa 360 Häusern und Gehöften. Das Massaker in Palikrowy wurde mit dem Angriff auf das nahe gelegene Pidkamin einschließlich des Klosters in Pidkamin koordiniert, wo sich einige Einwohner von Palikrowy während des Massakers an den Polen in Wolhynien versteckt hielten.
Alle Einwohner von Palikrowy wurden auf einer Wiese in der Nähe des Dorfes getrieben und selektiert: Die ukrainischen Einwohner des Dorfes wurden freigelassen, dann wurden die Polen durch zwei schwere Maschinengewehre getötet. Nur ein paar Verwundete, die sich unter Leichen versteckt tot stellten, überlebten. In Pidkamin wurden polnische Häuser niedergebrannt und versteckte polnische Zivilisten wurden nach ihrer Entdeckung ermordet.